# إدريسا كامارا
إدريسا كامارا (بالبرتغالية: Idrissa Camará‏) (مواليد 30 أكتوبر 1992) هو لاعب كرة قدم غيني بيساو محترف يلعب حاليًا للنادي الإيطالي أفيلينو كجناح.

## روابط خارجية
- إدريسا كامارا على موقع الاتحاد الدولي (مؤرشف)  (الإنجليزية)
- إدريسا كامارا على موقع قاعدة بيانات كرة القدم.إي يو (الإنجليزية)
- إدريسا كامارا على موقع ناشيونال فوتبول تيمز (الإنجليزية)
- إدريسا كامارا على موقع Soccerway.com (الإنجليزية)